# 30 (nombre)
Cet article concerne le nombre 30. Pour l'année, voir 30. Pour les autres significations, voir Trente.
Le nombre 30 (trente) est l'entier naturel suivant 29 et précédant 31.

## En mathématiques
Le nombre 30 est :
- un nombre composé deux fois brésilien car 30 = 339 = 2214 ;
- une primorielle ;
- la somme des quatre premiers nombres carrés (12 + 22 + 32 + 42 = 30), ce qui en fait le 4e nombre pyramidal carré ;
- le premier nombre sphénique ;
- le premier nombre de Giuga ;
- le plus grand nombre n tel que tout entier strictement inférieur à n et premier avec n est premier[2] ;
- un nombre Harshad ;
- un nombre oblong ;
- la somme des quatre premières puissances de 2 d'exposant non nul (21 + 22 + 23 + 24 = 30) ;
- la somme des six premiers nombres pairs (0 + 2 + 4 + 6 + 8 + 10 = 30) ;
- la somme des deux premières puissances de 5 d'exposant non nul (51 + 52 = 30).

Le mot chinois pour le chiffre trente est 三十.
Un polygone de trente côtés est appelé un triacontagone. L'icosaèdre et le dodécaèdre régulier ont trente arêtes.

## Dans d'autres domaines
Le nombre 30 est aussi :

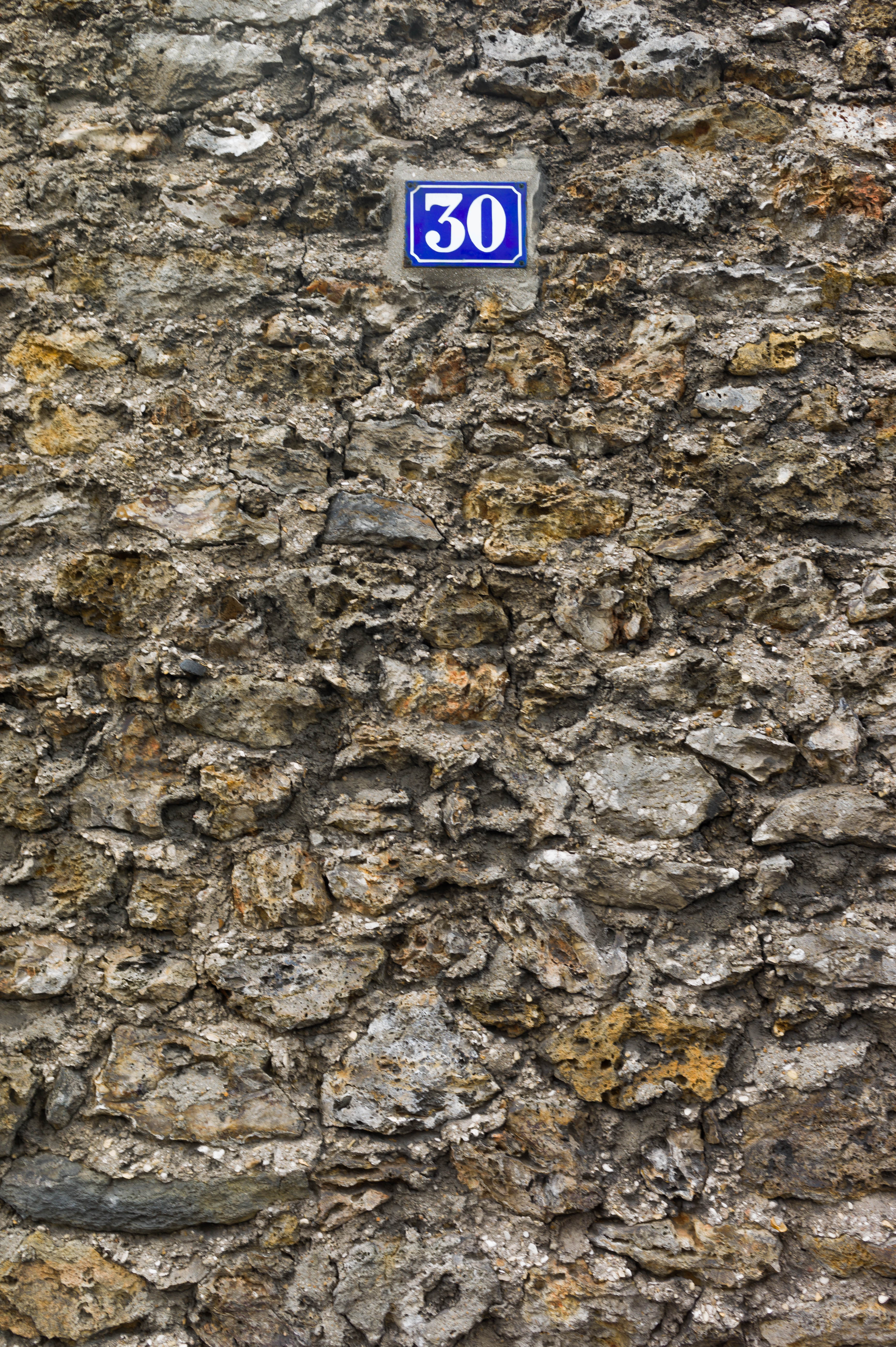
Le nombre 30 sur un mur de Paris.

- la notation –30– est utilisée par les journalistes en Amérique du Nord pour indiquer la fin d’un communiqué de presse ou d’une histoire ;
- l'âge atteint par un trentenaire ;
- le numéro atomique du zinc, un métal de transition ;
- le numéro de la sourate Ar-Rum dans le Coran ;
- le nombre de jours dans les mois d'avril, juin, septembre et novembre ;
- le nombre de lunes de la planète Saturne (découvertes jusqu'en l'an 2000) ;
- la magnitude apparente des objets astronomiques les plus faibles observables par le télescope spatial Hubble ;
- le nombre d'années de mariage des noces de perle ;
- l'indicatif téléphonique international en Grèce ;
- la durée de la guerre de Trente Ans ;
- le nombre de morceaux de l'album 30 des Beatles, généralement connu sous le nom l'album blanc ;
- le n° du département français du Gard ;
- la vitesse maximale autorisée dans les zones 30 ;
- le Trente et quarante, un jeu de cartes ;
- la valeur numérique de יהודה (Yéhudah, « Judas » en hébreu) ;
- le nombre de pièces d'argent pour lesquelles Judas trahit Jésus de Nazareth, ainsi que l'année supposée de la crucifixion de ce dernier ;
- les trente populi Albenses cités par Pline l'Ancien[3] ;
- les trente peuples de la Ligue latine[3] ;
- les trente colonies latines citées par Tite-Live[3] ;
- années historiques : -30, 30, ou 1930 ;
- ligne 30  ;
- un modèle de voiture de la marque Renault ;
- 30, le quatrième album d'Adele.